# Bordes-Uchentein
Bordes-Uchentein é uma comuna francesa na região administrativa de Occitânia, no departamento de Ariège. Estende-se por uma área de 54,48 km². Em 2010 a comuna tinha 190 habitantes (densidade: 3,5 hab./km²).
A municipalidade foi estabelecida em 1 de janeiro de 2017 e consiste na fusão das antigas comunas de Les Bordes-sur-Lez e Uchentein.